# Dangutė Mikutienė
Dangutė Dragelytė-Mikutienė (*  6. August 1966 in Rokiškis) ist eine litauische Politikerin, Seimas–Mitglied. 

## Leben
Nach dem Abitur 1984 an der Balčikonis-Mittelschule in Panevėžys studierte sie von 1981 bis 1984  in Moskau und absolvierte von 1984 bis 1988 an der Klaipėda-Fakultät der Lietuvos valstybinė konservatorija sowie von 2000 bis 2007 das Studium Verwaltung an der Mykolo Romerio universitetas in der litauischen Hauptstadt Vilnius. 
Von 2000 bis 2003 war sie Mitglied im Rat der Rajongemeinde Trakai.
Von 2000 bis 2008 und von 2012 bis 2016 war sie Mitglied im Seimas.
Mikutienė war Mitglied der Naujoji sąjunga. Seit 2013 ist sie Mitglied von Darbo partija, Leiterin der Sektion Trakai. 
Sie ist verheiratet. Mit ihrem Mann Julius hat sie den Sohn Narimantas und die Tochter Ringailė.

## Quelle
- Leben

| Personendaten    | Personendaten                |
| ---------------- | ---------------------------- |
| NAME             | Mikutienė, Dangutė           |
| ALTERNATIVNAMEN  | Dragelytė-Mikutienė, Dangutė |
| KURZBESCHREIBUNG | litauische Politikerin       |
| GEBURTSDATUM     | 6. August 1966               |
| GEBURTSORT       | Rokiškis                     |